# Bacillus cereus
Espèce
Bacillus cereus est une bactérie appartenant au genre Bacillus. 

## Biologie

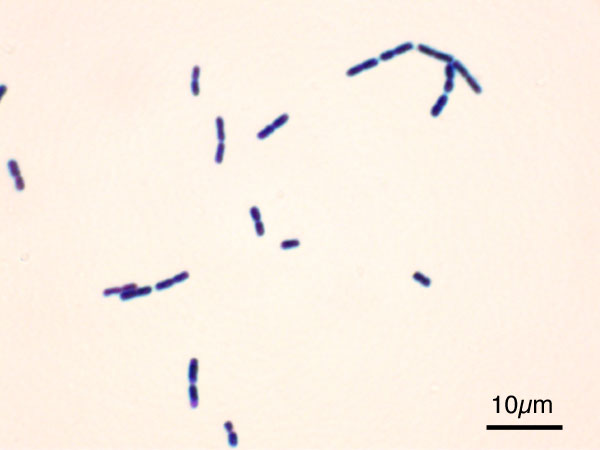
Bacillus cereus colorée (Gram +).

La morphologie du germe correspond à un grand bacille en forme de bâtonnet de 1 μm de large pour 3 à 4 μm de long, sporulé, mobile grâce à une ciliature péritriche, d'une longueur supérieure à 3 µm et d'un diamètre moyen de 1,4 µm et de type respiratoire aéro-anaérobie, présentant une positivité à la coloration de Gram, et synthétisant deux types de toxines : une toxine thermostable et une toxine thermolabile.

## Santé
Le germe Bacillus cereus, retrouvé de manière ubiquitaire dans le sol, est fréquemment responsable d'intoxications alimentaires, et ce dans le monde entier mais plus particulièrement en Europe. Il s'agit très souvent de l'ingestion d'aliments non réfrigérés dans les 2 heures après cuisson et après une première consommation (riz cuit ou bien pâtes cuites par exemple). Le nombre de germes suffisant pour entraîner une intoxication est de un million. 

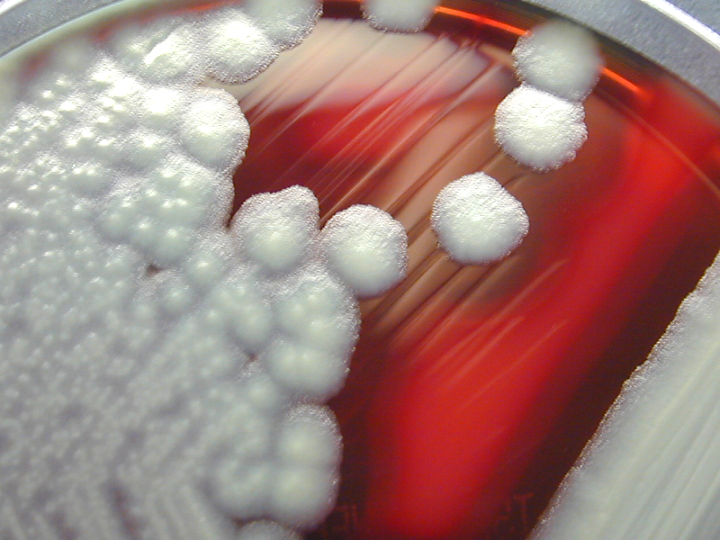
Bacillus cereus sur une gélose pour dénombrement (sang de mouton).

L'intoxication alimentaire à Bacillus cereus revêt deux formes : 
- la forme émétique, accompagnée de nausées et de vomissements (durée d'incubation : 1 à 5 heures), plus fréquente avec le riz[4] ;
- la forme diarrhéique, accompagnée de douleurs abdominales et d'une diarrhée (durée d'incubation : 6 à 24 heures).

Dans les deux cas, il s'agit généralement d'une infection opportuniste bénigne à résolution spontanée, le plus souvent dans les 24 heures. Cependant, si l'intoxication survient chez un sujet immunodéprimé, il peut y avoir dissémination bactérienne avec un tableau de méningite, endocardite infectieuse…

## Biominéralisation
Parmi les « bactéries cimentières » Bacillus cereus synthétise de la calcite, un ciment qui peut colmater certains substrats naturels, y compris en eau douce, mais qui a aussi joué un rôle protecteur minéral de certaines surfaces ornées dans les grottes préhistoriques par exemple, phénomène étudié par le Laboratoire de recherche des monuments historiques[réf. à confirmer],,.